# Apicia rhumata
Apicia rhumata là một loài bướm đêm trong họ Geometridae.